# Каготы

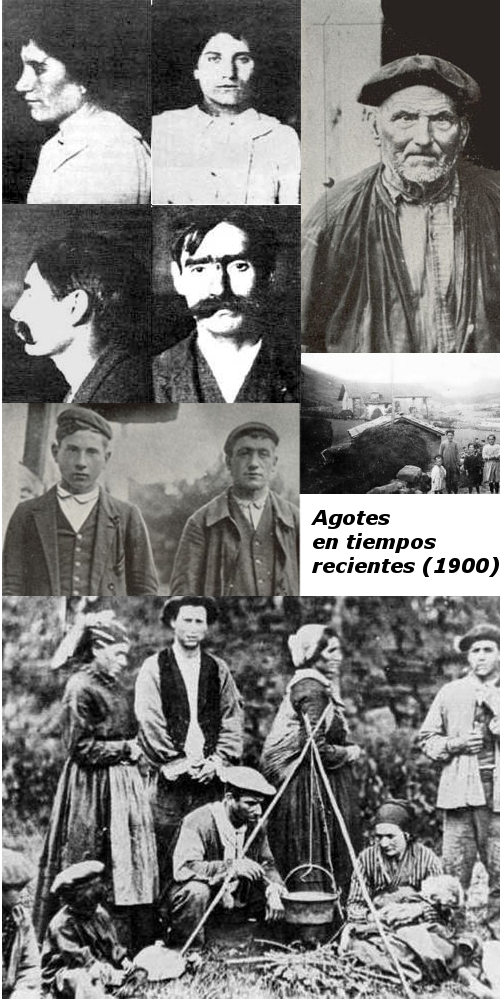

Каготы (фр. Cagots) — пренебрежительный термин, относящийся к группе жителей стран Западной Европы (Франция, Испания), которые пострадали от отвращения и презрения к ним их сограждан, особенно в Гаскони и в предгорьях Пиренеев. Плохая репутация каготов связана с суеверием, приписывавшим им проказу, зловоние и т. п.

## Этимология
Есть различные предположения по этимологии слова «кагот», потому что происхождение этой общности до сих пор неизвестно. Поэтому ни одна версия не может претендовать на правильность.
В аналогии с греческим словом «κακός» (плохой), близким к бретонскому слову «kakouz» которое означает в переводе прокажённый или скряга, можно предположить, что слово «кагот» образовалось от латинского глагола «cacare». Эта этимология, наиболее внушающая доверие, дана известным сатириком Франсуа Рабле. В сочинении «Мелодия острова» он показывает каготов как поражённых холерой гарпий. Рабле использует также термин «кагот» в знаменитом романе «Гаргантюа и Пантагрюэль» (с 1533) в описании Телемского аббатства, на двери которого есть надпись, запрещающая вход «лицемерам, фанатикам и каготам». В переводе с окситанского языка слово cago (также произошедшее от латинского глагола «cacare») означает «дерьмо» или «немного дерьма».

## Распространение
Каготы проживали в Гаскони, около Тулузы, в Стране басков, Шалоссе, Беарне, Бигорре и в пиренейских долинах, а также на севере Испании (Арагон, южная Наварра и Астурия), где они были известны под именем аготов.
В разных местах и в разное время каготы назывались и крестианами или хрестиасами (после XVI века), гезитэнами (в Шалоссе начиная с XIV века), гахетами, гахетзами, гафетами или аготами (в Бордо, департаменте Ланды), капотами в Арманьяке. В Бигоррском графстве каготы известны под именем каскарротов или грауэров. 
Находится также след каготов в Анжу, где они упоминались как капоты или болотные люди, в Вандейском департаменте их называли причудливыми и возможно в Бретани какинами. 
Каготы имели прозвище «утки», потому что они обязаны были носить на их одежде лапу утки, чтобы легко отличиться среди населения.

## Возникновение и исчезновение
Обособление каготов представляло собой загадку для исследователей, поскольку они не были ни культурно-этнической, ни религиозной группой, не имели «своего» диалекта и даже не отличались от окружающих внешне: единственным критерием было происхождение от одного из родов, которые считались «каготскими».
Высказывалось предположение, что каготы произошли от готов или сарацинов. Другие мнения говорят о происхождении от катаров.
Известия о каготах впервые появляются после XI века. Термин продолжали использовать до XVIII века. Тем не менее, в Наварре и Испании это название просуществовало до 1819 года.
В церквях для каготов был сделан отдельный боковой вход, который был очень низким, чтобы заставить каготов наклониться при входе и напомнить им об их подчинённом положении. Существовала специальная купель, отведённая только для каготов.
Сегодня каготы уже не образуют отдельный социальный класс и в значительной степени ассимилировались в общей популяции. Большинство представителей этого народа отказывается называть себя каготами.

### Хронология упоминаний каготов
- 1000 год: упоминание «хрестиасов» в реестре аббатства Люк-де-Беарн.
- 1070 год: упоминания гафосов в Наварре.
- 1288 год: первое упоминание о каготах.
- 1514 год: упоминание аготов в Наварре, которые жалуются на свою судьбу папе Римскому Льву X.
- 1580 год: каготы построили себе часовню в честь Святого Себастьяна в долине Кампан.
- 1691 год: восстановлена часовня Святого Себастьяна.
- 1642 год: последнее упоминание о крещении гезитана.
- 1692 год: упоминание захоронения гезитэна на кладбище Доази.
- 1819 год: закон об отмене гонений на каготов.

Исходя из хронологии возникновения термина, было выдвинуто предположение, что каготы изначально были гильдией плотников, приобретших влияние в результате строительного бума IX—X вв. и пришедшей в упадок в результате войн; зависть населения к прежнему богатству и влиянию гильдии послужила причиной их социального обособления.